# مریا-لا-زیلا
مریا-لا-زیلا (به فرانسوی: Maureillas-las-Illas) یک کمون در فرانسه با جمعیت ۲٬۵۴۶ نفر است که در Canton of Céret واقع شده‌است.